# Mea Shearim

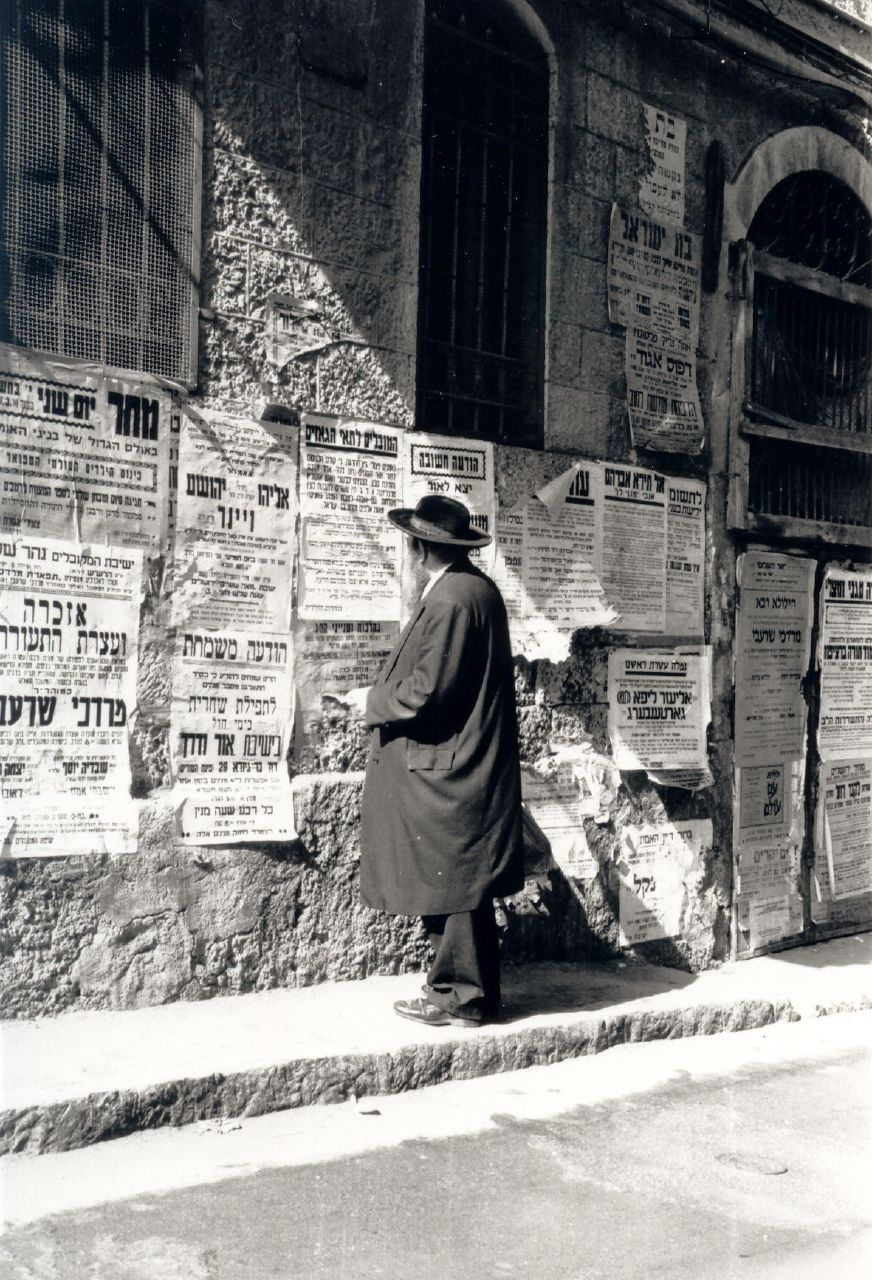
Carteles en las paredes de Mea Shearim.

Mea Shearim (en hebreo: מאה שערים, lit. ‘Cien puertas’, pero en contexto, 'Cien medidas'), también Me'a She'arim (llamado en yidis: Meye Shorim), es un barrio ubicado en el norte de Jerusalén. Es muy conocido por ser una zona en la que viven exclusivamente judíos ultraortodoxos. Diversos letreros invitan a las visitantes a no entrar en dicho barrio vestidas de modo «indecente».

## Historia
El barrio fue construido a lo largo del siglo XIX puesto que la vida en el casco antiguo de Jerusalén era demasiado incómoda. Estaba compuesto de pequeñas casas de dos habitaciones para unas diez personas cada una que, construidas unas junto a otras, formando una muralla natural, mientras que las escuelas estaban en el casco antiguo.
La guerra de 1948 dejó Mea Shearim en manos de Israel y el casco antiguo de la ciudad pasó a dominio jordano. Cuando se creó el Estado de Israel, se tuvo en cuenta a la población de Mea Shearim y sus objetivos particulares. El derecho primordial de cualquier judío religioso de regresar a Israel, sin tener que mezclarse con la sociedad moderna y civil, se respetó, ya que el «derecho al retorno» se aplicaba tanto a ortodoxos como a laicos.
Nunca se les impuso el servicio militar, al aceptar el ejército israelí las razones religiosas para no obligar a nadie a empuñar un arma. Tampoco se les impuso el llamado «servicio nacional de ayuda alternativa» si su modo de vida les obligaba a estudiar en una yeshivá. En el barrio, la lengua más hablada es el yidis.